# Cneu Domício Lucano
Cneu Domício Afer Tício Marcelo Cúrvio Lucano (em latim: Gnaeus Domitius Afer Titius Marcellus Curvius Lucanus), conhecido apenas como Cneu Domício Lucano, foi um senador e militar romano nomeado cônsul sufecto entre 76 e 78. Era filho de Sexto Cúrvio Tulo, da Gália Narbonense, e uma mulher provavelmente chamada Tícia Marcela. Plínio, o Jovem, explica que seu pai foi processado por Cneu Domício Afer, que conseguiu remover sua cidadania e tomou sua fortuna. Curiosamente, Afer em seguida adotou Lucano e seu irmão, Cneu Domício Tulo, como seus herdeiros testamentários, deixando-lhes sua fortuna na condição de que adotassem o seu nome familiar.

## Carreira
Sua carreira está registrada em duas inscrições que permitem um vislumbre de sua vida. Ele começou ainda adolescente como membro dos quattuorviri viarum curandarum, uma das quatro comissões dos vigintiviri, um colégio para jovens senadores no começo da carreira. Depois, foi tribuno militar na Legio V Alaudae, a mesma legião na qual seu irmão serviu. Lucano então avançou pelas antigas magistraturas republicanas, primeiro como questor do procônsul da África, depois como tribuno da plebe e pretor, o que lhe permitiu ser nomeado, com seu irmão, legado da III Augusta, um posto entre cujas funções estava o governo da Numídia, entre 70 e 73. O historiador Werner Eck sugeriu que Lucano cuidou dos assuntos civis enquanto Tulo comandava a legião. Depois disto, os dois foram admitidos (adlectio) entre os patrícios pelos imperadores Vespasiano e Tito entre 72 e 73. A razão exata para a promoção não sobreviveu, mas durante o mandato dos imperador como censores, eles admitiram diversas pessoas no Senado ou entre os patrícios como recompensa pelo apoio no ano dos quatro imperadores.
Depois, Lucano foi prefeito de um vexillatio numa campanha contra as tribos germânicas e foi condecorado por isto. Em seguinda, foi admitido no colégio dos septênviros epulões, um dos quatro mais prestigiosos colégios sacerdotais romanos, e finalmente terminou sua carreira como procônsul da África com Tulo servindo como seu legado entre 84 e 85.

## Família
Se o fato de Lucano e Tulo terem servido nas mesmas posições simultaneamente não era evidência suficiente de que os irmãos eram muito próximos, o caso narrado na epístola de Plínio escrita depois da morte de Tulo é um claro exemplo da lealdade que existia entre os dois. Lucano se casou com a filha de Tito Curtílio Mância, cônsul sufecto em 55, e os dois tiveram uma filha, Domícia Lucila. Porém, Mância se desentendeu com Lucano e só aceitou tornar Lucila sua herdeira apenas se Lucano abrisse mão dela renunciando ao seu poder como pater familias, o que evitaria que Lucano se beneficiasse da herança dele para sua sua filha. Lucano aceitou e a garota herdou a fortuna do avô, mas logo em seguida Tulo a adotou.
A partir da carta de Plínio é incerto se Tulo teve filhos próprios. Ele menciona que ele se casou com uma mulher "de linhagem distinta e caráter honesto" já idoso e aleijado, que ela já havia sido casada antes e tinha filhos do casamento anterior. Plínio a elogia por sua perseverança em permanecer ao lado de Tulo mesmo na condição em que ele se encontrava, mas não cita seu nome.
Domícia Lucila se casou depois com Públio Calvísio Tulo Rusão e a filha deles, Domícia Lucila, foi mãe do imperador Marco Aurélio.